# Paradarnoides severini
Paradarnoides severini är en insektsart som beskrevs av Fowler. Paradarnoides severini ingår i släktet Paradarnoides och familjen hornstritar. Inga underarter finns listade i Catalogue of Life.